# Gare de Tōyō-Katsutadai
La gare de Tōyō-Katsutadai (東葉勝田台駅, Tōyō-Katsutadai-eki) est une gare ferroviaire terminus située à Yachiyo, dans la préfecture de Chiba au Japon. Cette gare est exploitée par la compagnie Toyo Rapid Railway.

## Situation ferroviaire
La gare de Tōyō-Katsutadai marque la fin de la ligne Tōyō Rapid.

## Historique
La gare a été inaugurée le 27 avril 1996.

## Service des voyageurs

### Accueil
La gare, située en souterrain, est ouverte tous les jours.

### Desserte
- Ligne Tōyō Rapid :
  - voies 1 et 2 : direction Nishi-Funabashi (interconnexion avec la ligne Tōzai pour Nakano)

Installations et desserte
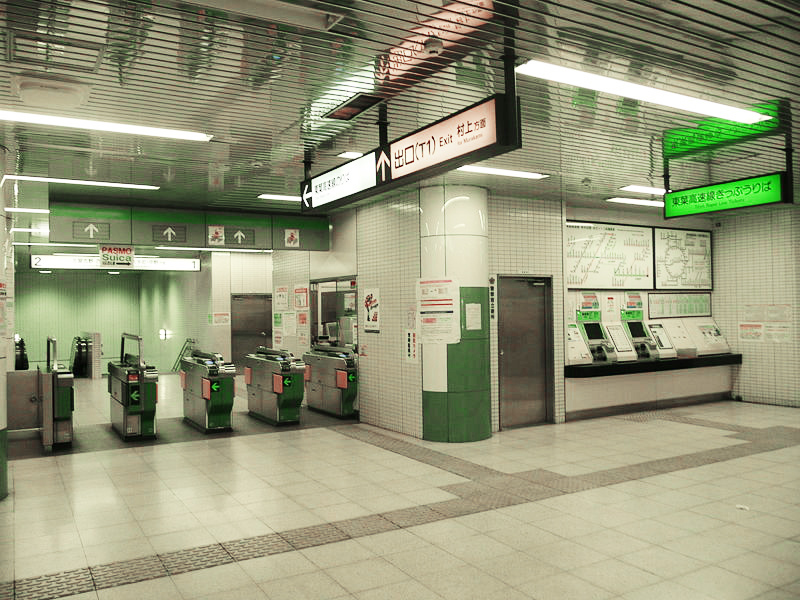
Ligne de contrôle.
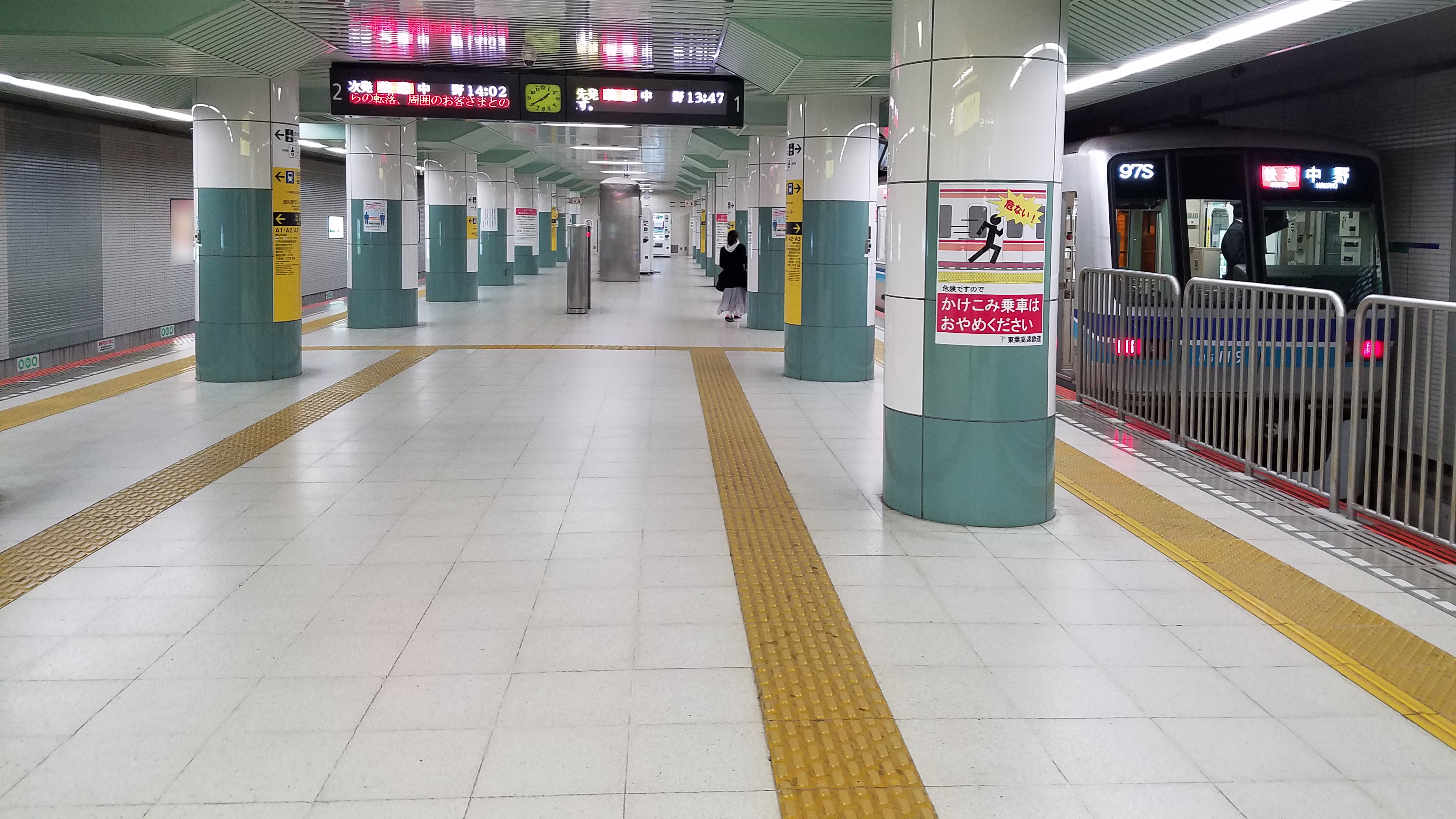
Le quai central

### Intermodalité
La gare de Katsutadai sur la ligne principale Keisei est située à proximité immédiate.